# Abbaye de Burton
L'abbaye de Burton est une ancienne abbaye du Staffordshire, en Angleterre, située à Burton upon Trent.

## Histoire
L'abbaye aurait été fondée au VIIe siècle par la religieuse irlandaise Modwenna (en). Son histoire ne devient assurée qu'au tournant du XIe siècle, lorsqu'elle est refondée sur un nouvel emplacement à l'instigation de Wulfric Spot, un thegn du roi Æthelred le Malavisé. Il effectue des dons importants à la communauté monastique de Burton dans son testament.
L'abbaye disparaît le 14 novembre 1539, dans le cadre de la dissolution des monastères ordonnée par le roi Henri VIII.